# Sân vận động Marcelo Bielsa
Estadio Marcelo A. Bielsa là sân vận động đa dụng của Newell's Old Boys ở Rosario, Argentina. Nó không có bất kỳ tên chính thức nào cho đến ngày 22 tháng 12 năm 2009, khi nó được đặt theo tên của người quản lý cũ của câu lạc bộ Marcelo Bielsa. Cho đến lúc đó, nó được gọi đơn giản là El Coloso del Parque ("Bức tượng khổng lồ của công viên"), và đây vẫn là tên phổ biến của sân vận động. Nó hiện đang được sử dụng chủ yếu cho các trận bóng đá, nhưng đôi khi nó đã tổ chức một số trận bóng bầu dục, mặc dù là hiếm khi. Sân vận động được xây dựng vào năm 1911, và đã được mở rộng nhiều lần kể từ đó. Nó hiện đang có sức chứa là 42.000.